# Elizabeth My Dear
Elizabeth My Dear est une chanson du groupe The Stone Roses, que l'on trouve sur leur album éponyme.
La mélodie est celle d'une chanson traditionnelle anglaise, Scarborough Fair. La chanson s'en prend explicitement à la Reine Élisabeth II et à la monarchie britannique : « Tear me apart and boil my bones/I'll not rest 'til she's lost her throne/My aim is true, my message is clear/It's curtains for you, Elizabeth my dear ».